# Kloster St. Georgen (Stein am Rhein)

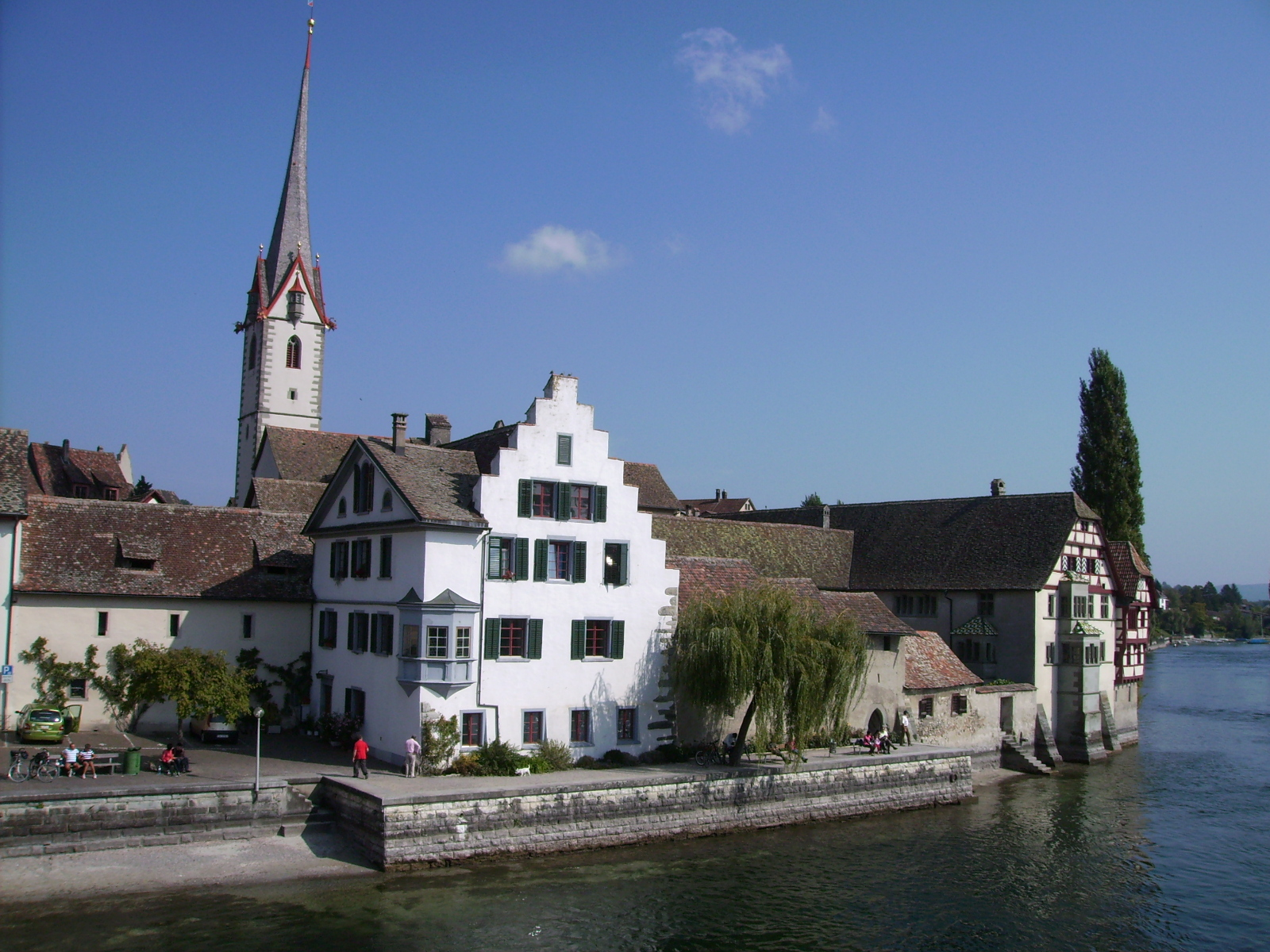
Kloster St. Georgen in Stein am Rhein

Das Kloster St. Georgen war eine Benediktinerabtei in Stein am Rhein im Kanton Schaffhausen, Schweiz. Schutzpatrone des Klosters waren der Heilige Georg und Cyrill von Gortyna. Es handelt sich um eine der am besten erhaltenen mittelalterlichen Klosteranlagen der Schweiz. Die Abtei war bedeutend für die Entwicklung der Stadt Stein am Rhein. Das Kloster ist ein wertvolles Bau- und Kunstdenkmal aus dem Anfang des 11. Jahrhunderts. Es wurde in romanischer Zeit gegründet und in der Zeit vom 15. bis zum frühen 16. Jahrhundert mehrfach umgebaut. Das Kloster ist bereits in der Reformation aufgehoben worden. Heute befindet sich in der ehemaligen Klosteranlage das Museum Kloster Sankt Georgen. Seit 1926 ist das Kloster im Besitz der Gottfried Keller-Stiftung.

## Bedeutung

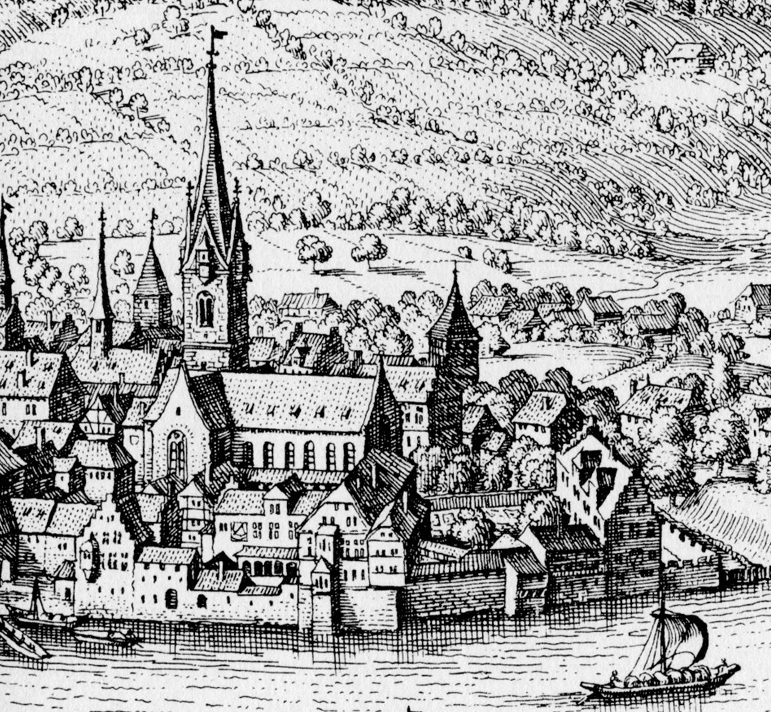
Merian 1642: Ausschnitt mit St. Georgen

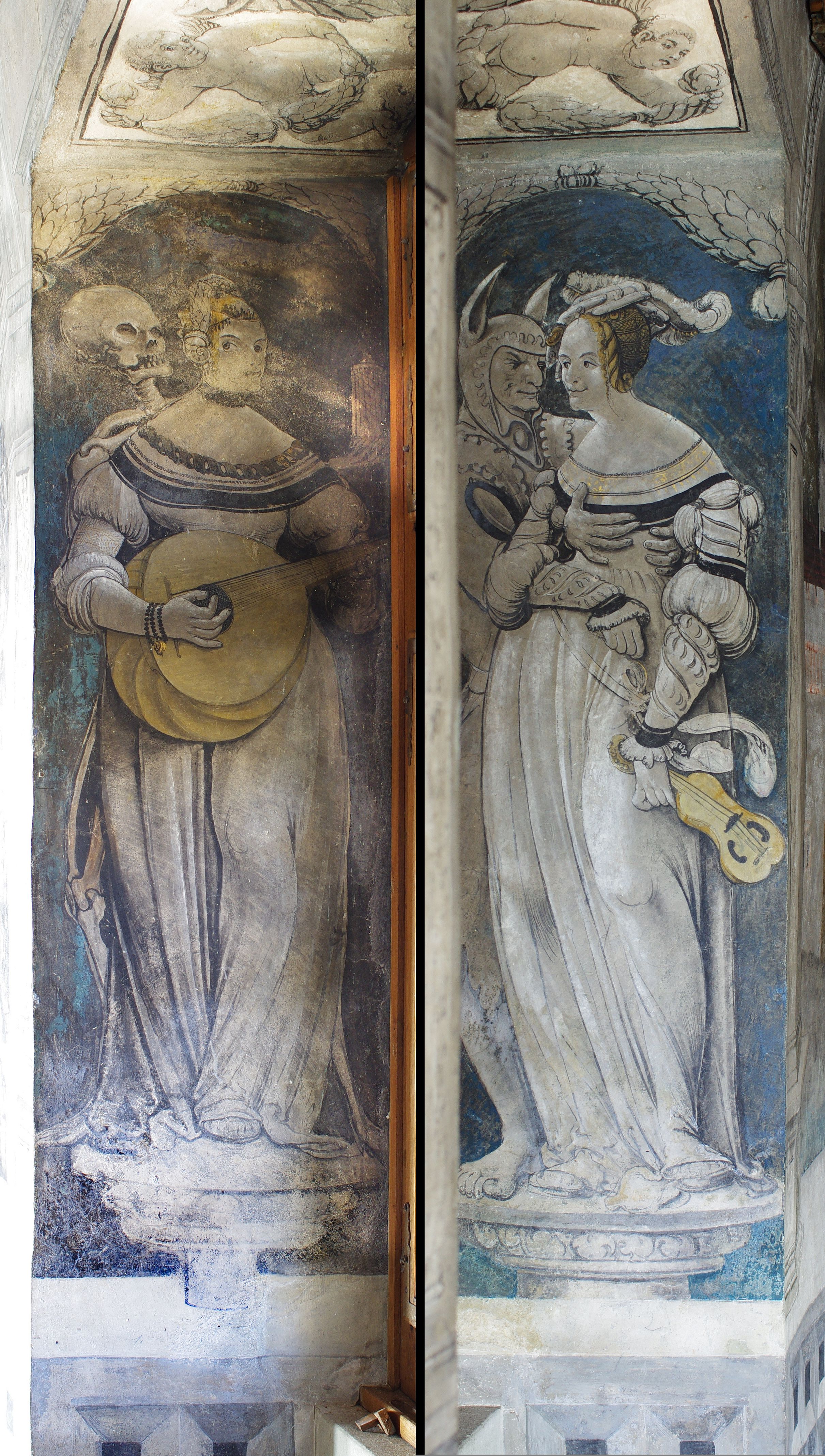
Tod und Lautenspielerin und Narr und Geigerin von Ambrosius Holbein. Zusammenstellung der beiden Bilder, die sich in derselben Fensterlaibung befinden und eine totentanzähnliche Szene darstellen.

Das Kloster St. Georgen ist eine bestens erhaltene mittelalterliche Anlage mit künstlerisch ausgestalteten Innenräumen. Von besonderer Bedeutung sind der spätgotische Kreuzgang und der Festsaal mit einem Freskenzyklus aus der Zeit um 1515. Im Festsaal befinden sich in der Fensterlaibung an der Westseite zwei totentanzähnliche Szenen, die von Ambrosius Holbein gemalt wurden. Es handelt sich um Tod und Lautenspielerin und Narr und Geigerin. Die beiden Bilder sind eingeordnet zwischen grossflächigen Wandgemälden, die Zerstörung Karthagos und der Zurzacher Jahrmarkt. Der Künstler, der diese beiden Gemälde schuf, ist nicht bekannt, die Zerstörung Karthagos ist mit den Initialen C. A. signiert. Der letzte Abt des Klosters, David von Winkelsheim, veranlasste die Ausschmückung des Festsaales mit Motiven aus der Religion und Geschichte. Wahrscheinlich wegen des überwiegend profanen Charakters der Bilder überstanden diese den reformatorischen Bildersturm von 1525 unbeschadet. Der Festsaal ist somit eines der frühesten Zeugnisse der Renaissance im Raum der Nordschweiz. Die Kirche, die Klausur, der Kapitelsaal, das Refektorium und das Dormitorium sowie die Prälatur als Wohnung der Äbte bilden zusammen mit den Höfen und Wirtschaftsgebäuden eine bauliche Einheit.

## Geschichte

### Mittelalter

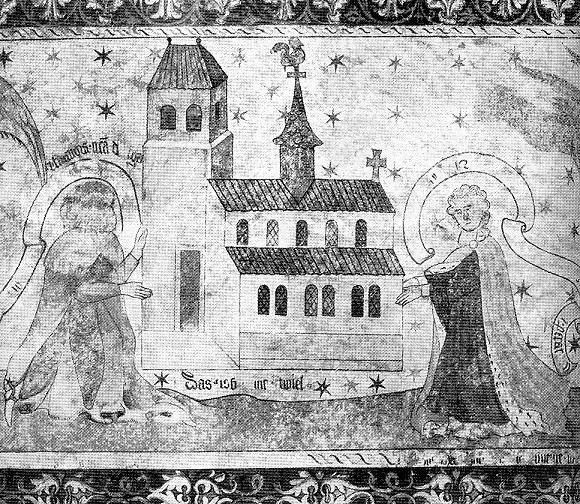
Hadwig und Burkhard III. als Gründer des Klosters 970

Herzog Burchard III. von Schwaben und seine Gemahlin Hadwig liessen um 970 neben ihrer Burg auf dem Hegauvulkan Hohentwiel ein Benediktinerkloster errichten. An der Stiftung war auch Hadwigs Bruder, Herzog Heinrich II. von Bayern, beteiligt. Das Burgkloster war dem Heiligen Georg geweiht und verfügte über eine angeschlossene Hofschule (schola palatina). 973 starb Burchard. Etwa zu dieser Zeit berief Hadwig Ekkehard II. aus der Abtei St. Gallen auf den Hohentwiel, um sich von ihm in Latein unterrichten zu lassen. Hadwig konnte danach noch bis zu ihrem Tod 994 ihre Stellung behaupten. Sie hatte aber keine Nachkommen. Um 1000 gelangte das Kloster deshalb unter die Aufsicht des späteren Kaisers Heinrich II., des Neffen und Erben Hadwigs. 
Es wurde um 1005 auf Bitten der Mönche vom Hohentwiel an die Strassen- und Wasserkreuzung in Stein am Rhein verlegt. Damit sollte dieser Verkehrsknotenpunkt abgesichert werden. Das Kloster St. Georgen unterstand lehnsrechtlich dem ebenfalls von Heinrich II. gegründeten Bistum Bamberg, kirchlich gehörte es zur Diözese Konstanz. In weltlichen Dingen wurde das Kloster von den sogenannten Kastvögten verwaltet. Dies waren im 11. und 12. Jahrhundert die Vorfahren der Herzöge von Zähringen. Seit 1146 liessen sie sich von den Freiherren von Klingen vertreten, denen die Vogtei 1218 gänzlich zufiel. 
Die Kirche weist zahlreiche Bauelemente aus dem 12. Jahrhundert auf. Die Klostergebäude stammen hauptsächlich aus dem 13. bis 15. Jahrhundert. Zwischen 1400 und 1480 wurde im Klausurtrakt der Kapitelsaal in seiner heutigen Form gebaut, ausserdem wurde der Kreuzgang im Stil der Gotik gestaltet.

### Renaissance
Das aufstrebende Bürgertum konnte 1457 die Burg Hohenklingen und die Vogteirechte erwerben. Der Konvent von St. Georgen wurde bereits 1474 in das Bürgerrecht der Stadt Zürich aufgenommen, die ab 1498 auch die Kastvogtei in Anspruch nahm. 1484 unterstellte sich die Stadt Stein am Rhein selbst ebenfalls ganz dem Schutz und der Oberhoheit Zürichs. Der letzte Abt David von Winkelsheim (1499–1526) trat 1499 sein Amt an. Er dehnte die Klosteranlage mit seinen privaten Wohnräumen zum Rhein hin aus. Deren kunstvolle Ausstattung belegt die humanistisch geprägte Bildung des Abts. Der Festsaal diente als Empfangsraum für hohe Gäste. Er zeigt einen um 1515 entstandenen Freskenzyklus, der zu den frühesten Zeugnissen der Renaissance nördlich der Alpen zählt.

### Reformation und Folgezeit
Während der Reformationszeit kam es zu einem Streit mit den Bürgern von Stein am Rhein. David von Winkelsheim sah sich deshalb veranlasst, das Kloster am 5. Juli 1525 aufzuheben. Der letzte Abt blieb dem alten Glauben treu und floh nach Radolfzell, wo er im folgenden Jahr starb und in der Pfarrkirche begraben wurde. Das Bauwerk unterstand nun der Stadt Zürich und wurde von deren Amtsträgern bewohnt. 
1614 wurde der Amtmannssaal errichtet; es folgten ausserdem Veränderungen im Bereich der Bibliothek und des Dormitoriums, um repräsentative Räume für den Zürcher Amtmann Hans Ulrich Stadler im Obergeschoss des südlichen Klausurtrakts zu schaffen. Ansonsten blieb der Bautenstand unverändert.

### 19. Jahrhundert
Ab 1806 stand das Gebäude unter der Verwaltung von Schaffhausen. Im 19. Jahrhundert war die bauliche Substanz des Klosters erstmals ernsthaft gefährdet. 1834 erwarb der Kaufmann Johannes Peter das Kloster. Er schenkte es der Stadt Stein am Rhein als Schulgebäude mit der Auflage, es nicht mehr zu verkaufen. Für die Stadt wurde das Kloster aber zu einer finanziellen Belastung. Als 1852 das neue Schulhaus errichtet worden war, vermietete sie deshalb einige Räume an eine Seidenstoff- und Bandfabrik. Im Festsaal wurde eine Seidenraupenzucht unterhalten und im Refektorium wurden Maschinen betrieben. Durch den industriellen Betrieb wurden die Decken- und Wandgemälde und teilweise auch die Bodenbeläge erheblich beschädigt. Zeitweise wurde das Gebäude auch als Turnhalle und Übungsplatz für die Kadetten genutzt. 
Als die Stadt infolge des Konkurses der Schweizerischen Nationalbahn erhebliche finanzielle Verluste erlitten hatte, wurde das Klostergebäude als Fabrik oder zum Abbruch ausgeschrieben. Die Klosteranlage erwarb am 27. April 1875 der protestantische Pfarrer Ferdinand Vetter (1811–1888). Dessen Sohn, der Berner Ordinarius für germanische Philologie Ferdinand Vetter (1847–1924), führte Restaurierungen durch. Er machte das Kloster zu einem kleinen Kulturzentrum, wo sich geschichtsforschende Vereinigungen und Gelehrte trafen, und liess es 1891 unter den Schutz der Schweizerischen Eidgenossenschaft stellen.

### 20. Jahrhundert
Die Verkaufsverhandlungen mit dem eidgenössischen Departement des Innern setzten schon im Jahre 1889 ein. Ein Grundstein zum schliesslichen Kaufabschluss war durch die Gründung der Gottfried-Keller-Stiftung mit einem Kapital von drei Millionen Franken 1890 gelegt worden. Ferdinand Vetter war zur Ausarbeitung der Stiftungsurkunde beigezogen worden. Im Hinblick auf sein Kloster fügte er die Bestimmung ein, «dass die Stiftung verpflichtet wird, für solche bestehende Kunstwerke, deren öffentliche Zweckbestimmung dem Lande bleibend zugesichert ist, ihre Mittel aufzuwenden». 
Aus dem Nachlass Ferdinand Vetters gelangte das Kloster St. Georgen 1926 mit Hilfe des Kantons Schaffhausen und der Stadt Stein am Rhein in den Besitz der Gottfried Keller-Stiftung. Ab 1927 erfolgte eine umfassende Restaurierung und Konservierung der Gebäude. Nebenstehende Ökonomiegebäude und Wohnhäuser konnten dazugekauft werden und es erfolgte die Umgestaltung zum Museum. Seit 1945 ist die vormalige Benediktinerabtei Eigentum der Schweizerischen Eidgenossenschaft.
2018 waren der Ort und die Klosteranlage unter anderen einer der Drehorte für den Kinofilm über das Wirken des Reformators Zwingli.

## Stadtkirche Stein am Rhein – Ehemalige Klosterkirche St. Georg
Anfang des 12. Jahrhunderts begann man mit dem Bau der Klosterkirche, deren romanischer Baubestand bis heute gut erhalten ist. Nur der westliche Teil der Kirche war ursprünglich für Laien vorgesehen, vier Säulen mit fünf Arkaden trennten das Mittelschiff von den Seitenschiffen, der für den Mönchskonvent bestimmte Teil lag erhöht und war mit Mauern von Seitenschiffen
getrennt. Im 14. Jahrhundert entstand die Liebfrauenkapelle als Grablege für die Burgherren der über der Stadt thronenden Burg Hohenklingen. 
Mit der Reformation wurde aus der Klosterkirche 1583/84 eine protestantische Stadtkirche. Die Unterteilung in Laien- und Klosterbezirk wurde aufgehoben. Ursprünglich hatte die Kirche zwei Ecktürme besessen, beide wurden im 16. Jahrhundert baufällig. Zudem schlug der Blitz in den Südturm ein, so dass man nur das Fundament des Nordturms zu einem spätgotischen Glockenturm (1596–1600) überbaute. Eine reiche Bemalung (eine davon zeigt den Originalzustand der Kirche mit zwei Türmen) und künstlerische Holzfiguren zeichnen dieses Gotteshaus aus. 1989 bis 1992 fand die letzte große Renovierung der Kirche statt.

## Bilder

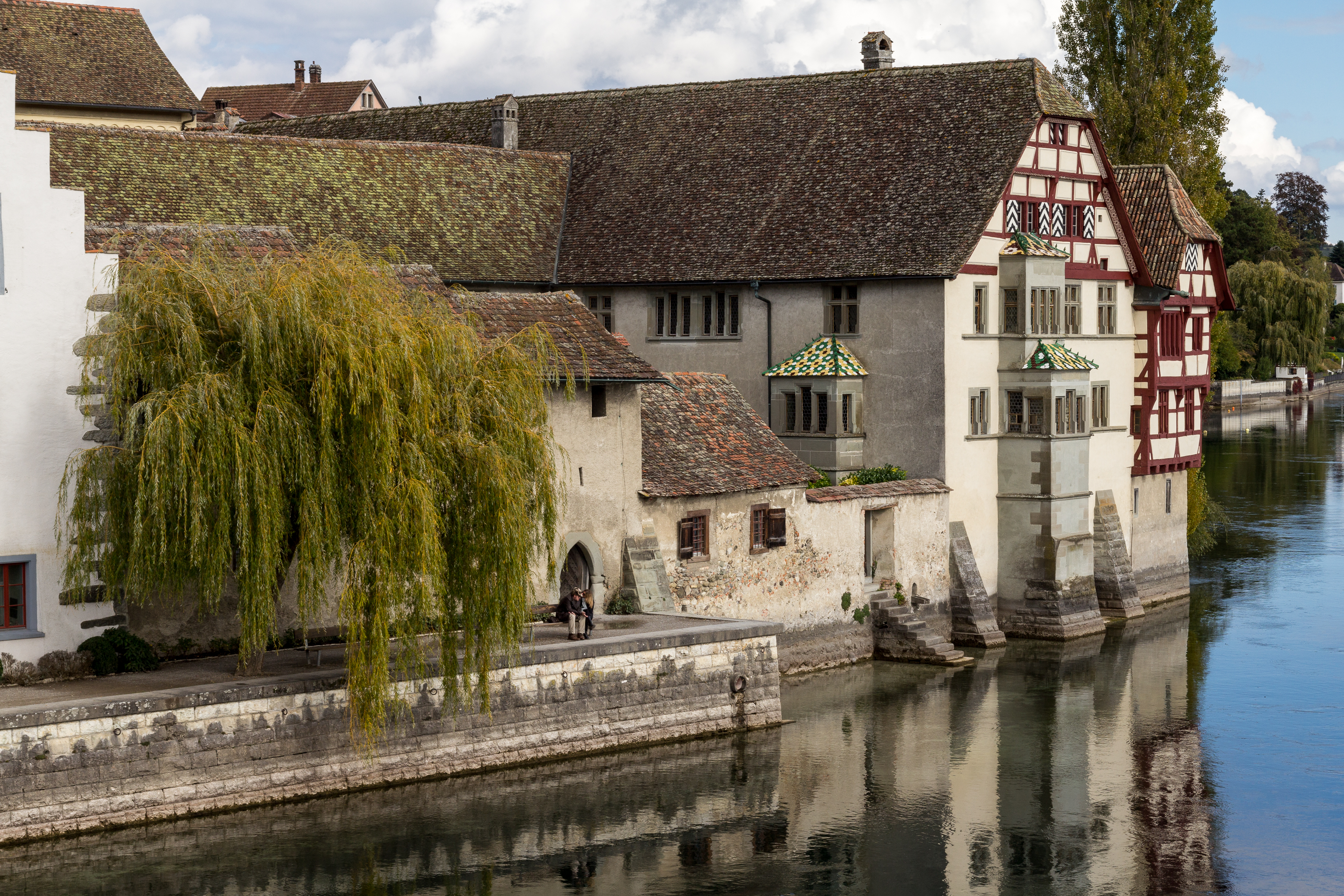
Teilansicht des Klosters St. Georgen
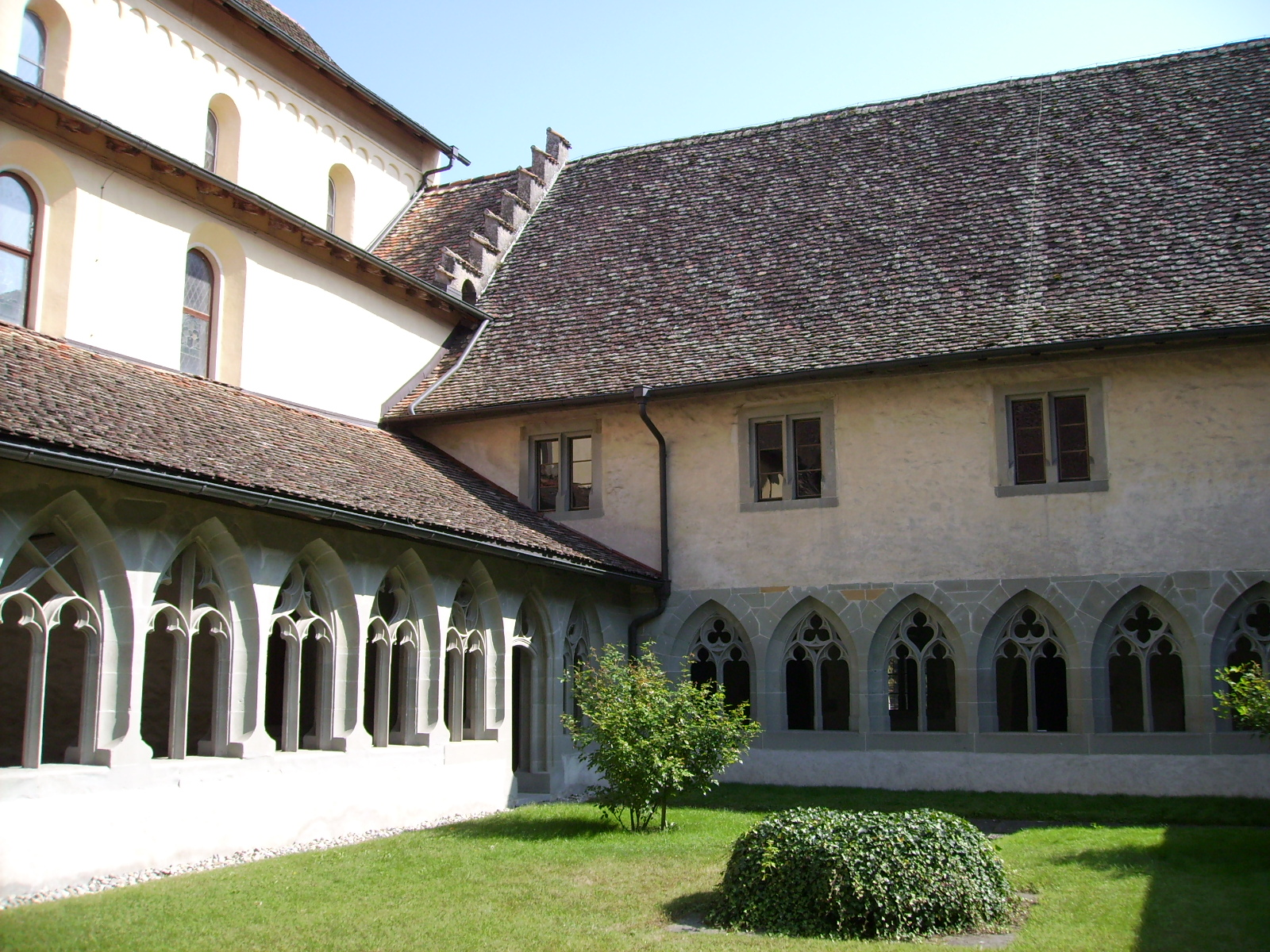
Der Kreuzgang aus der Zeit der Gotik
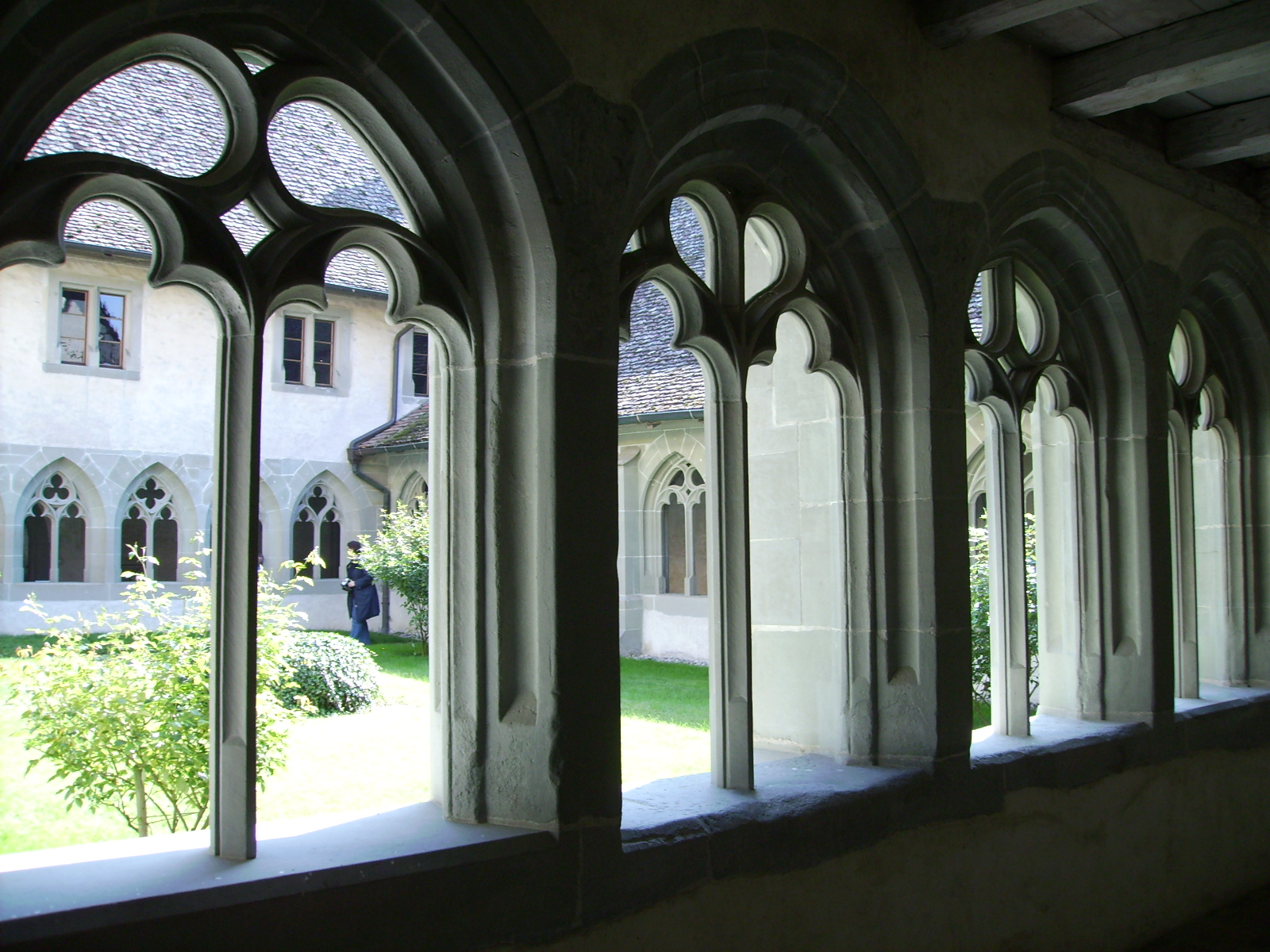
Der Kreuzgang
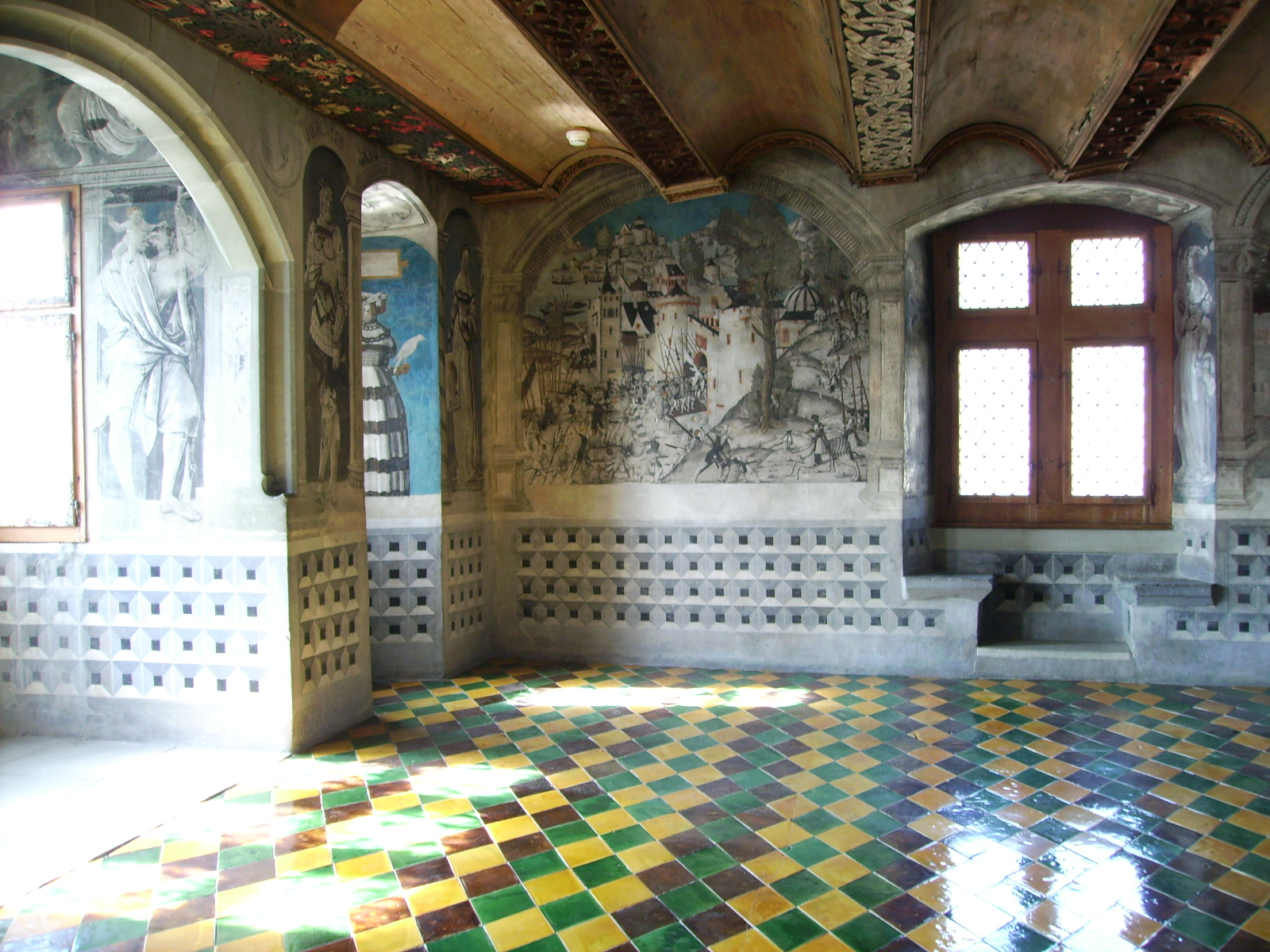
Der Festsaal, Fresken aus der Renaissance
Stein am Rhein, Kloster St. Georges, Ansicht des Festsaals, um 1907
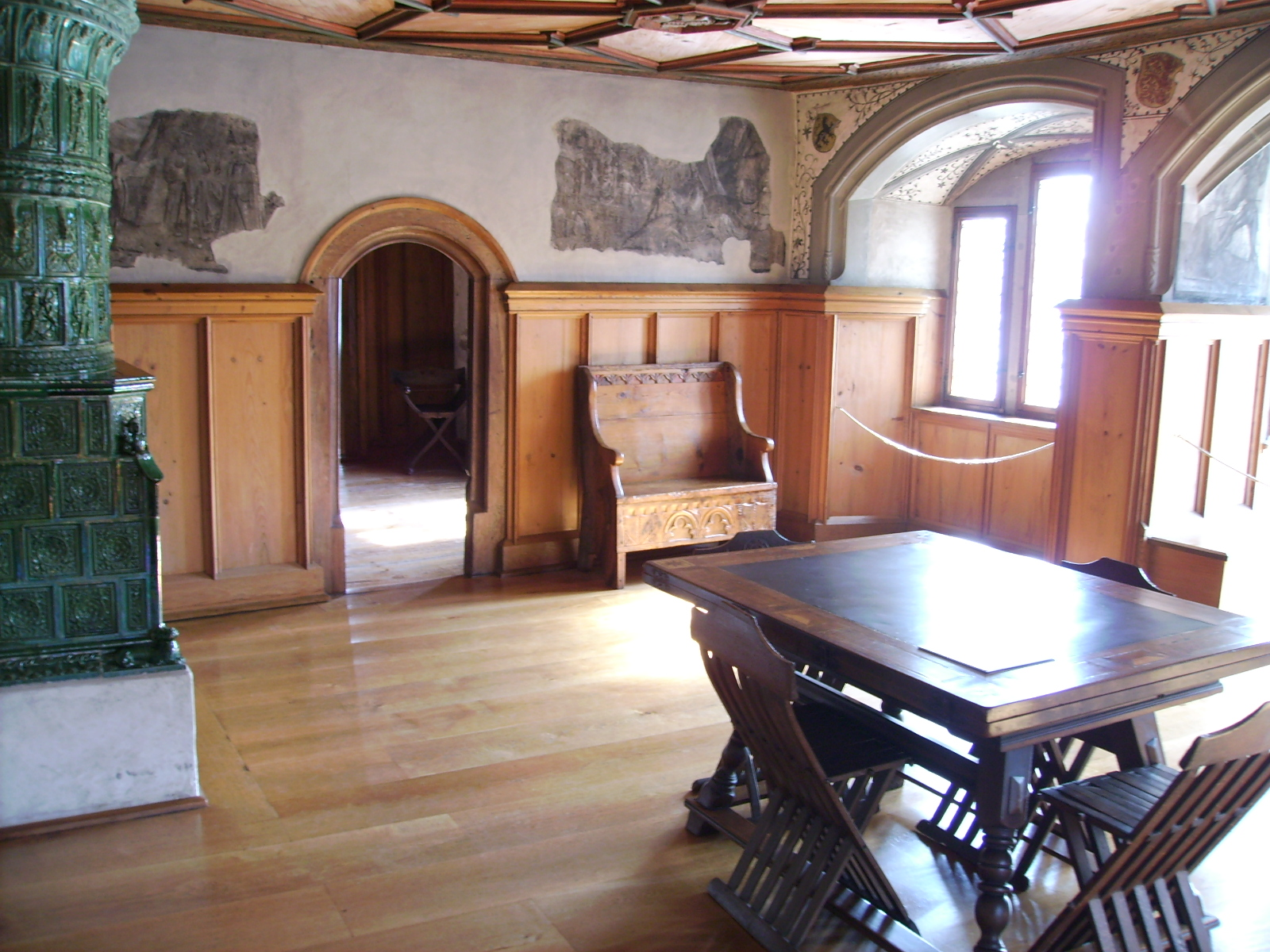
Räume des Abts in der Prälatur